# Воронов, Константин Игоревич
Константин Игоревич Воронов (род. 17 сентября 1996, Тирасполь) — украинский и израильский фехтовальщик, израильский тренер по фехтованию.

## Биография
Родился в Тирасполе, Молдавия. В детстве переехал с семьёй в Одессу, Украина, где начал заниматься фехтованием на сабле.
С 2012 года — член национальной сборной Украины в кадетской и юниорской категориях.
В 2015 году переехал в Израиль и стал членом национальной сборной этой страны. Завершил спортивную карьеру в 2019 году и перешёл на тренерскую работу.

## Награды
Чемпионаты мира
- 2013 — Чемпион мира среди кадетов (личное первенство), Пореч, Хорватия (год столетия FIE)
- 8-е место — Чемпионат мира среди взрослых, Лейпциг, Германия (2017)
- 16-е место — Чемпионат мира среди юниоров, Пловдив, Болгария (2014)
- 16-е место — Чемпионат мира, Ташкент, Узбекистан (2015)

Чемпионаты Европы
- 2012 — 3-е место в командных соревнованиях среди кадетов, Пореч, Хорватия
- 2013 — 3-е место в личном первенстве среди кадетов, 1-е место в командном первенстве среди кадетов, 2-е место в личном первенстве среди юниоров, Будапешт, Венгрия
- 2014 — 2-е место в личном первенстве среди юниоров, Иерусалим, Израиль
- 2015 — 3-е место в личном первенстве среди юниоров, Марибор, Словения
- 2016 — 2-е место в личном первенстве среди юниоров, Нови-Сад, Сербия

Кубки мира
- 2012 — 1-е место в личном первенстве Кубка мира среди кадетов, Лондон, Великобритания
- 2012 — Топ-8 в личном первенстве Кубка мира среди кадетов, Конин, Польша
- 2013 — Топ-8 в личном первенстве Кубка мира среди кадетов, Конин, Польша
- 2013 — Топ-8 в личном первенстве Кубка мира среди кадетов, Гёдёллё, Венгрия
- 2015 — 3-е место в личном и 2-е место в командном первенстве Кубка мира среди юниоров, Будапешт, Венгрия
- 2016 — 2-е место в личном первенстве Кубка мира среди юниоров, Дормаген, Германия

## Тренерская деятельность
Давид Фрумгарц — 16-е место на чемпионате мира среди юниоров 2023 года Пловдив , Болгария
Алекс Гонг — 2-е место на чемпионате Канады среди кадетов 2025 года Торонто , Канада ; Топ-8 на мартовском NAC 2025 года (кадеты),Кливленд , США
Ю Пэн Чжан — бронза на Панамериканском чемпионате среди кадетов и юниоров 2024 года Бразилиа